# Harry H. Eckstein
Harry H. Eckstein (* 26. Januar 1924 in Schotten, Volksstaat Hessen, Deutsches Reich; † 22. Juni 1999 in Newport Beach, Kalifornien, USA) war ein US-amerikanischer Politikwissenschaftler deutscher Herkunft. Er war einer der bekanntesten Vertreter der Vergleichenden Politikwissenschaft im 20. Jahrhundert.

## Werdegang
Eckstein gehörte 1936 als Zwölfjähriger zu einer Gruppe von 500 Kindern und Jugendlichen, die von US-Behörden auf Basis von Intelligenz-Tests zur Einwanderung zugelassen wurden. Außer seiner Schwester Lisa, der später die Emigration in die USA gelang, kam seine Familie im Holocaust um.
Eckstein verbrachte seine Jugend in Columbus, Ohio. Er erhielt ein Stipendium der Harvard University, wo er 1948 den B.A., 1950 den M.A. und 1953 den Ph.D. erwarb. Während des Zweiten Weltkrieges hatte er sein Studium unterbrochen und diente als Soldat.
Von 1969 bis 1980 war Eckstein Professor für Internationale Studien an der Princeton University, von 1980 bis 1999 dann Professor für Politikwissenschaft an der University of California, Irvine. 1970 wurde er in die American Academy of Arts and Sciences gewählt. 1981/82 war er Vizepräsident der American Political Science Association.

## Schriften (Auswahl)
- The English Health Service: Its Origins, Structure, and Achievements, 1964
- Comparative Politics a Reader, 1964
- A theory of stable democracy, 1965
- Pressure Group Politics: The Case of the British Medical Association, 1967
- Evaluation of Political Performance: Problems and Dimensions, 1971
- The natural history of congruence theory, 1980
- Internal War: Problems and Approaches, 1980
- Regarding Politics: Essays on Political Theory, Stability, and Change, 1991.